# Sikhizam
Sikhizam ili sikizam (IPA: /ˈsiːkɪzəm/ ili /ˈsɪk-/; punj. ਸਿੱਖੀ, sik. IPA: [ˈsɪkkʰiː]) (podrij. Sikh, sanskrtski korijen śiṣya (शिष्य) znače. učenik) je monoteistička religija koju je u 15. stoljeću (1469. godine) zasnovao guru Nanak. Također se naziva i rođenjem Khalsa. Guru dolazi od sanskrtske riječi gurū, što znači učitelj, vodič, ili mentor. Sveta knjiga Sikha zove se Guru Granth Sahiba. 
Važnija obilježja sikhizma su naglašavanje jedinstva stvaranja, okretanje od "praznovjerja", tradicionalnih religijskih rituala i socijalne hijerarhije temeljene na religiji, porijeklu ili spolu. No postoji davanje prednosti određenoj odjeći, imenima i nastupu. Sikhizam nije orijentiran na pridržavanje religijskih dogmi, umjesto toga, ciljem smatra korištenje religijske mudrosti u svakodnevnom životu. Guru Nanak, kao i devet kasnijih gurua, podcrtavaju u svojim uvjerenjima sadržanim u Sikhima svetoj knjizi Guru Granth Sahib, da treba izaći i sadržajno se distancirati od tada dominirajućih religija njihovog okruženja tog vremena, između ostalih, hinduizma i islama. Osnovna vjerovanja su:
- Vjerovanje u jedinog Boga. Prva rečenica svetih spisa Sikha se sastoji od dvije riječi, i odražava osnovno vjerovanje svih sljedbenika religije: ੴ – Ek Onkar.
- Učenja Deset Sikh Gurua (kao i svih ostalih prihvaćenih islamskih i hinduističkih učenjaka) koja su dio Guru Granth Sahiba.

Sikhi se mole u hramu koji se zove gurdvara. Simbol khanda podsjeća Sikhe na Boga i njegovu moć. Sikhi koji su pripadnici bratstva Khalsa, vjeru pokazuju s pet obilježja, koja se zovu 5 K's. To su neošišana njegovana kosa (pod turbanom Keski, kojeg najčešće nose muškarci), drveni češalj Kangha, mali mač Kirpan, željezni nakit Kara i pamučno donje rublje Katchera; turban je najvažnije obilježje; mali mač štiti Sikha tijekom tjedna; željezni nakit je zaštita i psihološki utjecaj da je Sikh povezan s Guurom. Sikha ima oko 23,000.000, a većina ih živi u Amritsaru, središtu Sikha.